# Дени Ајело
Данијел Луис Ајело Млађи (енгл. Daniel Louis Aiello Jr.; Менхетн, 20. јун 1933 — Њу Џерзи, 12. децембар 2019), познатији као Дени Ајело, био је амерички филмски и телевизијски глумац, музичар и писац. Познат је по улогама у бројним филмовима као што су Кум 2, Било једном у Америци, Харлемске ноћи, Опчињена месецом, Џејкобова лествица кошмара, Хадсон Хок, Руби, Леон: Професионалац и Добитна комбинација. Имао је кључну улогу у филму Спајка Лија Уради праву ствар, као Салваторе „Сал” Франђионе за шта је добио номинацију за Оскара за најбољу споредну улогу. Глумио је и улогу Дона Клерикуција у филму Последњи Дон, адаптацији романа Мариа Пуза. Током филмске каријере остварио је око сто улога.

## Младост
Дени Ајело је рођен у Њујорку 20. јуна 1933. у породици са још петоро деце. Денијев отац је био радник, а његова мајка била је кројачица. Када се несрећа десила са Денијевом мајком (она је била слепа), њен отац је напустио породицу. Након тога, Дени је свог оца осудио због таквог издајничког чина и помирио се с њим тек много година касније (1993. године), иако му то није могао опростити у потпуности.
Од детињства, Дени је био заинтересован за филмове. Волео је често да одлази у биоскоп. Када је будућем глумцу било шеснаест година, одлучио је да оде у америчку војску, где је служио три године. Након што се Ајело вратио у Њујорк и тамо променио много послова (од возача аутобуса до избацивача у ноћном клуб), почео је полако да се окреће глуми.

## Каријера
Денијева филмска каријера почела је доста касно. Први филм, у којем се појавио Ајело, изашао је 1972. године.
У већини случајева, глумац се појављује у филмовима осликавајући ликове тврдих полицајаца или радника, који су углавном окарактерисани чврстоћом карактера и негде окрутношћу, као и вулгарношћу. Често су то ликови, чија је главна одлика био смисао за хумор и самоиронија.
Један од успеха у филмској каријери и највећи пробој за Ајела до тог тренутка, била је улога у чувеном филму Било једном у Америци. Ту је играо улогу шефа полиције. Након тога, Ајело је успео да ради са таквим познатим редитељима као што су Лик Бесон, Спајк Ли, Вуди Ален. Дени је глумио у Аленовим филмовима Пурпурна ружа Каира, Бродвеј Дени Роуз и Дани радија.
Дени Ајело није био само глумац, већ и музички извођач. Објавио је неколико плоча.